# National Soccer Hall of Fame
La National Soccer Hall of Fame è un museo calcistico statunitense senza fini di lucro, istituito al fine di omaggiare tutti coloro (calciatori, allenatori, giornalisti, dirigenti e altri personaggi) che abbiano contribuito in maniera significativa all'immagine del calcio negli USA.
Nonostante sia un'istituzione statunitense, la Hall of Fame ospita e può ospitare anche personalità straniere, le quali si siano distinte - o si distinguano tuttora - per la promozione della disciplina nel Paese. Alcuni esempi di personalità non statunitensi presenti nella Hall of Fame sono molti atleti che disputarono il campionato NASL negli anni settanta e ottanta quali per esempio Franz Beckenbauer e Pelé.
La National Soccer Hall of Fame ha sede a Oneonta (New York).

## Requisiti per l'ammissione allaHall of Fame
L'accesso alla Hall of Fame è riservato a due categorie di addetti ai lavori:
- Calciatori
- Operatori

### Calciatori
I calciatori candidabili alla Hall of Fame devono soddisfare il primo e uno dei successivi due requisiti:
1. Aver cessato l'attività agonistica da almeno tre e non più di dieci anni precedenti a quello della candidatura;
2. Avere disputato almeno 20 incontri ufficialmente riconosciuti per la Nazionale di calcio degli Stati Uniti (10 se l'ultimo incontro è prima del 1990 e 5 se è prima del 1960).
3. Avere disputato almeno 5 stagioni in una Lega professionistica nordamericana (attualmente la Major League Soccer) e aver vinto o un campionato nazionale oppure la U.S. Open Cup oppure ancora essere stato selezionato almeno una volta come prima scelta per la selezione All Star di Lega.

I calciatori che soddisfino almeno uno dei requisiti di cui ai punti 2. e 3. e abbiano cessato l'attività agonistica più di dieci anni prima dell'anno di candidatura sono automaticamente inseriti nella lista dei candidati veterani. Possono essere fatte eccezioni a tale regola nel caso di calciatori di rilievo della defunta North American Soccer League (attiva dal 1968 al 1984).

### Operatori
È la categoria che comprende, di fatto, tutti coloro che abbiano operato nel calcio degli Stati Uniti con un ruolo prevalente diverso da quello di calciatore. Sono candidabili quelle persone che abbiano dato rilevanti contributi al calcio attraverso la loro attività di manager, allenatore, scopritore di talenti, sia a livello nazionale che di Prima Divisione. A causa della natura particolare e per certi versi indefinita della categoria di operatori interessati, è permesso segnalare singoli nominativi alla commissione di ricerca storica della Hall of Fame, che ha funzioni consultive di fronte al comitato direttivo, che può tenere conto del parere degli esperti per inserire i nominativi ad esso sottoposti nella lista dei candidati.

## Pubblicazioni
- Maurizio Martucci, Football Story. Musei e mostre del calcio nel mondo, Firenze, Edizioni Nerbini, 2010, ISBN 978-88-6434-027-2.